# Matthias Rath
Matthias Rath (Stuttgart, Alemania, 1955) es un médico alemán, y fundador de la medicina celular, que ofrece una alternativa a la lucha contra enfermedades cardiovasculares, enfermedades que afectan el sistema inmunitario y el cáncer. La Alianza para la Salud fundada por él, está activa principalmente en los países europeos, entre ellos España, y también en otras partes del mundo, entre ellas América Latina. Ha generado controversia por sus afirmaciones de que "con medicina celular se pueden prevenir y curar enfermedades como el Cáncer o el SIDA", lo que no ha sido demostrado por investigaciones médicas.

## Trabajo como médico y científico
Después de terminar sus estudios de medicina en Münster y Hamburgo, Rath trabajó en la Clínica Universitaria de Eppendorf, Alemania, donde obtuvo un doctorado en 1989. También trabajó en el Centro Alemán de Cardiología en Berlín. A partir de 1990, se desempeñó como primer director de investigación cardiovascular en el Instituto Linus Pauling de Ciencia y Medicina en California, EE. UU. El doble premio Nobel Linus Pauling había elaborado la teoría controvertida de que la vitamina C en altas dosis, y otros nutrientes, no solo protegían contra resfriados, sino que también podrían prevenir el cáncer y hasta curar el sida. Pauling en sus últimos años trató de comprobar científicamente estas hipótesis poco aceptadas por los expertos, pero falleció sin poder hacerlo. La teoría fue llamada por el propio Pauling medicina ortomolecular.
De investigaciones exploratorias sobre la relación entre la carencia de algunos micronutrientes y la arteriosclerosis, Rath derivó la hipótesis, hasta ahora no comprobada, de que la vitamina C podría ser un factor de impacto en el desarrollo de enfermedades cardiovasculares.
Según esta teoría, la causa primaria de la enfermedad coronaria es la deficiencia de vitamina C, que debilita la pared arterial de colágeno. Secundariamente en las fisuras resultantes de ese debilitamiento se forma la placa arterial de lipoproteína(a) como mecanismo de reparación. El engrosamiento de las placas causa a largo plazo un estrechamiento arterial y trombosis. Esta teoría se basa en el hecho de que los animales que producen vitamina C no presentan lipopoteina(a) en sangre ni tampoco sufren la enfermedad coronaria que mata a los humanos. Únicamente las pocas especies que no producen vitamina C, que son el cerdo de Guinea, algunos primates desarrollados y el hombre, presentan estos trastornos.[cita requerida]
Ya en 1992, durante su trabajo en el Instituto Pauling, Rath comenzó a desarrollar en EE. UU. preparados de vitamina C a altas dosis. La comercialización de los preparados se hizo inicialmente bajo el nombre de Pauling. Después de la muerte de Pauling en el año 1994, surgió un conflicto con sus herederos. Estos demandaron a Rath una suma de cinco cifras como indemnización y obtuvieron una orden judicial que prohíbe el uso comercial del nombre de Pauling.

## El Instituto de Investigaciones Dr. Rath
Rath creó en 1994 su propio instituto de investigación y desarrollo en Santa Clara, California. El objeto de investigación principal es el papel de microalimentos en la prevención y el tratamiento de una multiplicidad de enfermedades crónicas. Particularmente, la investigación se enfoca al principio de sinergias entre nutrientes.
Más o menos en ese tiempo, Rath trasladó sus actividades de nuevo a Europa. Sobre la base de las teorías de Pauling, Rath desarrolló aquí su medicina celular, que promete incluso la cura de sida y cáncer por medio de preparados de vitaminas a dosis altas. 
Mientras tanto, los tratamientos difundidos por Rath demostraron ser ineficaces en muchos estudios científicos; ni en experimentos con animales, ni en ensayos clínicos se pudo encontrar pruebas de sus afirmaciones. El tribunal de Berlín aceptó estos resultados y declaró sus preparados de vitamina contra cáncer ineficaces. Esto no impide a Rath creer firmemente en el efecto de sus productos. Así, él sostiene que “salvó la vida de miles de pacientes con su descubrimiento médico “.

## La Alianza de Salud Dr. Rath
Rath acusa a toda la industria farmacéutica de explotar por completo a los pacientes con medicinas ineficaces. Sin importar eso, Rath continúa el comercio con sus vitaminas y microalimentos e invierte grandes cantidades de dinero en la red de distribución y ventas, y en el crecimiento de su clientela“. Sin embargo, las preparaciones de vitaminas de Rath no corresponden a las regulaciones legales válidas en Alemania sobre aditivos para alimentos; debido a la dosis alta los preparados entran, según la ley, dentro de la categoría de drogas.
Para obtener el permiso sanitario de sus preparados en Alemania, Rath hubiese tenido que presentar estudios que demostraran la eficacia y la inocuidad de sus productos. Debido a que omitió este requisito el tribunal regional de Berlín prohibió la venta de sus productos en Alemania. El eludió esta prohibición a través de una brecha en las leyes, vendiendo sus preparados de vitaminas y aditivos nutricionales, desde la sede de su compañía en Holanda mediante envío postal.
Además Rath estableció la Alianza de Salud, una red cerrada de usuarios y Consejeros de Salud, los cuales transmiten los contenidos de la medicina celular, reportan de sus propias experiencias y así contribuyen a la diseminación de los productos. Bajo el lema “Salud para todos en el año 2020" aspiran a un cambio fundamental de los servicios de salud. Las enfermedades comunes tienen que ser eliminadas por el uso de tratamientos naturales con fundamento científico. La formación de estos consejeros de salud se realiza a través de un instituto creado por Rath llamado Academia de Salud Dr. Rath en Wittenberg, Alemania. 
Para publicar sus teorías Rath creó una agencia de publicidad (MR. Publishing B.V.), la cual organiza la publicidad de los eventos y publica folletos sobre medicina celular.

## Actividades políticas
De la Fundación de Salud Dr. Rath, surgió en junio de 2005, el Partido “Alianza para la Salud, la Paz y la Justicia Social” (AGFG), del cual Rath al principio fue vicepresidente. El núcleo del programa del partido es la filosofía de la medicina celular y las amplias teorías de conspiración de Rath. Así, ve en la desaprobación de sus productos la prueba de una farmadictadura que controla mundialmente políticos y científicos y que es la que en el fondo mueve los hilos. 
En su Página web y sus folletos sostiene que el Farmacartel ha declarado la guerra a los intereses de salud y vida de la humanidad entera. Rath dice que las vitaminas y otros tratamientos naturales son combatidos por la codicia, para ganar dinero a costa de los consumidores, con medicamentos ineficaces que básicamente tratan síntomas. Como supuestas pruebas presentó extractos de artículos científicos, folletos y notas de prensa. Estas tácticas agresivas le fueron prohibidas a Rath en el año 1998 por orden judicial. El fundamento del tribunal dice: “Se trata de un conglomerado de hechos distorsionados, calumnias, simples falsedades. En general, la finalidad es la manipulación y el engaño del público." 
En la campaña del partido AGFG, que está en curso desde el año 2006, Rath advirtió incluso de una guerra nuclear inminente, que tiene como meta establecer una farmadictadura. La campaña que comenzó en julio de 2007 utilizó los documentos del Tribunal de Nueremberg sobre el proceso de la IG Farben (industria química en el tiempo de los nazis, las principales empresas sucesoras de IG Farben en la actualidad son Bayer, BASF y Hoechst), para sugerir una continuidad ininterrumpida, desde los crímenes del nacional socialismo hasta la “supresión actual de la verdad en función de los intereses de la industria farmacéutica.”

## Rath y sus oponentes
Médicos prominentes como Frank Ulrich Montgomery y Michael Bamberg exigieron un procedimiento legal contra los métodos de Rath. Otros especialistas renombrados, así como también los representantes de asociaciones de pacientes acusan a Rath de “hacer negocio con la esperanza de gente críticamente enferma“. Sobre todo, lo acusan de que por las medidas y preparados recomendadas por él, los pacientes no recurren a otros métodos de tratamientos científicamente aceptados y de esta manera se ven perjudicados.
En julio de 2006 se realizó un proceso criminal en Hamburgo por infracción de la ley de medicamentos en Alemania. Rath fue acusado entre otras cosas, de atribuir a sus preparados efectos terapéuticos que en realidad no poseen. Rath declaró en la audiencia principal, que el nunca había prometido una cura del cáncer. El proceso fue suspendido en base al párrafo 153 (a) del código penal, con el pago de 33.000 euros como reparación.
Rath ataca sus opositores políticos y profesionales con golpes duros. Por ejemplo, acusó al Director de la Compañía Bayer, Manfred Schneider, de genocidio porque el medicamento más conocido de Bayer, la Aspirina, podría causar sangramiento estomacal. Incluso entregó una denuncia a la fiscalía de Colonia en Alemania por agresión corporal y asesinato. En el año 2000, puso a periodistas, científicos y políticos críticos bajo una picota virtual en su página web con el título: los más buscados. Acusó a una docena de personas de corrupción, agresión corporal y genocidio. 
Rath distribuyó millones de correos en toda Alemania en los cuales se expresó de forma denigrante y con desprecio sobre el oncologo pediátrico de gran reputación Profesor Jürgens. Después de una denuncia en enero de 2006 ante el tribunal regional de Hamm, le prohibieron la distribución de este correo y se estableció una multa por 12.000 euros por difamación.

## El caso Dominik
El caso del muchacho Dominik Feld, que sufrió cáncer óseo, recibió atención particular de los medios de comunicación. Sus padres se decidieron en la primavera de 2004, después de un tratamiento inicial de medicina convencional, por un tratamiento de medicina celular recomendado por Rath. Poco después se sostuvo, en una gran campaña publicitaria que los preparados de vitamina habían curado a Dominik del cáncer. Además de varias apariciones públicas de los padres del niño, también el niño enfermo fue mostrado en varios eventos publicitarios con gran eco en los medios de comunicación. Sin embargo, el cáncer continuó creciendo sin impedimentos, de modo que desde septiembre de 2004 hubo molestias a causa de metástasis del cerebro y los pulmones. Finalmente, Dominik sucumbió por el cáncer en noviembre de 2004 a la edad de nueve años, lo cual fue confirmado sin lugar a dudas por una autopsia. 
Sin embargo, Rath niega esto continuamente en sus páginas de Internet y sostiene que Dominik murió por una serie de errores médicos. En un reportaje crítico de la Radio Estadal “Südwestrundfunk”, que describe la historia de la enfermedad de Dominik, la periodista B. Klein concluye “el caso Dominik es la historia de un charlatán, que abusó de un pequeño muchacho para sus propósitos mercantiles“. Los padres de Dominik quisieron prohibir la transmisión del reportaje en noviembre de 2005, pero los tribunales decidieron en dos instancias contra los padres. Tampoco, Rath pudo evitar una nueva transmisión del reportaje en abril de 2007, la cual intentó objetar en el tribunal de Colonia, Alemania.

## Su controvertida terapia contra el SIDA
En Sudáfrica, Rath y su fundación tuvieron que presentarse ante la corte porque creó falsas esperanzas a los enfermos de sida y les desaconsejó tomar la terapia antirretroviral (ARV). También en Sudáfrica hubo víctimas letales después de que la gente renunció a tomar las terapias aceptadas, confiando en la eficacia de la medicina celular. Rath dijo en una entrevista: “Los medicamentos ARV son garrotes químicos, altamente tóxicos, que dañan las células somáticas, sobre todo las células del sistema inmune. Por lo tanto, la ingesta de las preparaciones de ARV empeora el sistema inmune ya deprimido de los pacientes con sida.” 
Rath acusó a sus opositores, por ejemplo la “Campaña de Acción del Tratamiento” (Treatment Action Campaign) de Sudáfrica de ser una organización cortina de la industria farmacéutica, sin considerar que esta organización que promueve educación sobre el sida, sexo seguro y también la terapia con medicamentos, derrotó a la industria farmacéutica en un juicio en el cual la corte decidió la entrega más económica de medicinas ARV. En junio de 2008 la publicidad de los preparados de vitaminas como medicina para el sida, fue prohibida por orden judicial en Sudáfrica.

## Actividades recientes en América Latina
Con el cambio de enfoque hacia la medicina preventiva y comunitaria que se está dando en algunos gobiernos de América Latina, la Fundación Rath ha iniciado la divulgación de la “Medicina Celular” en algunos países latinoamericanos.

## Literatura de y sobre Matthias Rath en idioma alemán
- En el catálogo de la Biblioteca Nacional (http://d-nb.info/gnd/115652930)

- Información general (http://dispatch.opac.d-nb.de/DB=4.1/PPN?PPN=115652930 (enlace roto disponible en Internet Archive; véase el historial, la primera versión y la última).)

- Información general (http://dispatch.opac.d-nb.de/DB=2.1/REL?PPN=115652930 (enlace roto disponible en Internet Archive; véase el historial, la primera versión y la última).)

- Información PICA  (enlace roto disponible en Internet Archive; véase el historial, la primera versión y la última).

- Crítica a Rath de la Organización Campaña Antifarmacéuticafarmacéutica BUKO (pdf)

- Artículo en el periódico Spiegel sobre el processo en Hamburgo